# Kaj Hansen (piłkarz)
Kaj Hansen (ur. 16 sierpnia 1940 w Kopenhadze, zm. 2 lipca 2009) – piłkarz duński grający podczas kariery na pozycji obrońcy.

## Kariera klubowa
Karierę piłkarską Kaj Hansen rozpoczął w klubie Boldklubben Frem w 1960. Z Fremem zdobył wicemistrzostwo Danii w 1966 i 1967. 1968 spędził w amerykańskim klubie Washington Whips. W 1969 został zawodnikiem drugoligowego szwedzkiego Helsingborgs IF, z którym awansował do Allsvenskan. Ostatni okres w karierze spędził klubie Fagersta Södra IK, w którym zakończył karierę w 1972.
| Sezon | Klub              | Kraj              | Rozgrywki   | Mecze | Bramki |
| ----- | ----------------- | ----------------- | ----------- | ----- | ------ |
| 1960  | Boldklubben Frem  | Dania             | 1. division | 16    | 1      |
| 1961  | Boldklubben Frem  | Dania             | 1. division | 22    | 4      |
| 1962  | Boldklubben Frem  | Dania             | 1. division | 22    | 2      |
| 1963  | Boldklubben Frem  | Dania             | 1. division | 22    | 1      |
| 1964  | Boldklubben Frem  | Dania             | 1. division | 20    | 1      |
| 1965  | Boldklubben Frem  | Dania             | 1. division | 18    | 2      |
| 1966  | Boldklubben Frem  | Dania             | 1. division | 13    | 1      |
| 1967  | Boldklubben Frem  | Dania             | 1. division | 23    | 4      |
| 1968  | Washington Whips  | Stany Zjednoczone | NASL        | 32    | 6      |
| 1969  | Helsingborgs IF   | Szwecja           | Division 2  | 22    | 0      |
| 1970  | Fagersta Södra IK | Szwecja           | Division 4  | ?     | ?      |
| 1971  | Fagersta Södra IK | Szwecja           | Division 3  | ?     | ?      |
| 1972  | Fagersta Södra IK | Szwecja           | Division 3  | ?     | ?      |

## Kariera reprezentacyjna
W reprezentacji Danii Hansen zadebiutował 19 maja 1963 w przegranym 0-6 towarzyskim meczu z Węgrami. W 1964 uczestniczył w Pucharze Narodów Europy. Dania zajęła ostatnie, czwarte miejsce a Hansen wystąpił w obu jej meczach. Ostatni raz w reprezentacji wystąpił 24 września 1967 w wygranym 5-0 meczu Mistrzostw Nordyckich z Norwegią. Od 1963 do 1967 roku rozegrał w kadrze narodowej 7 meczów.
| Mecze i gole w reprezentacji | Mecze i gole w reprezentacji | Mecze i gole w reprezentacji | Mecze i gole w reprezentacji | Mecze i gole w reprezentacji | Mecze i gole w reprezentacji | Mecze i gole w reprezentacji |
| #                            | Data                         | Miasto                       | Przeciwnik                   | Gol                          | Wynik                        | Rozgrywki                    |
| ---------------------------- | ---------------------------- | ---------------------------- | ---------------------------- | ---------------------------- | ---------------------------- | ---------------------------- |
| 1.                           | 19.05.1963                   | Budapeszt                    | Węgry                        |                              | 0:6                          | towarzyski                   |
| 2.                           | 17.06.1964                   | Barcelona                    | ZSRR                         |                              | 0:3                          | Euro 64                      |
| 3.                           | 20.06.1964                   | Barcelona                    | Węgry                        |                              | 1:3                          | Euro 64                      |
| 4.                           | 01.12.1964                   | Tel Awiw-Jafa                | Izrael                       |                              | 1:0                          | towarzyski                   |
| 5.                           | 05.12.1964                   | Bolonia                      | Włochy                       |                              | 1:3                          | towarzyski                   |
| 6.                           | 27.06.1965                   | Moskwa                       | ZSRR                         |                              | 0:6                          | el. MŚ                       |
| 7.                           | 24.09.1967                   | Oslo                         | Norwegia                     |                              | 5:0                          | Mistrzostwa Nordyckie        |